# Гојко Николиш
Гојко Николиш — Медико (Сјеничак, код Вргинмоста, 11. август 1911 — Ле Ман, 11. јул 1995) био је лекар и историчар, учесник Шпанског грађанског рата и Народноослободилачке борбе, генерал-пуковник и начелник санитета ЈНА, дипломата, члан Српске академије наука и уметности и народни херој Југославије.

## Биографија
Рођен је 11. августа 1911. године у селу Сјеничак код Вргинмоста, на Кордуну. Потиче из свештеничке породице, његов отац Михајло био је православни свештеник. Основну школу је завршио у родном селу, а гимназију у Карловцу и Сремским Карловцима. Као војни стипендиста одлуком начелника санитетског оделења бригадног генерала Жарка Рувидића, одобрено му је о трошку државе студирање медицине у Београду. Са њим заједно студирао је Миољуб Кичић. На Београдском универзитету, Гојко је приступио студентском револуционарном покрету и постао члан Савеза комунистичке омладине Југославије (СКОЈ) 1934, а члан Комунистичке партије Југославије (КПЈ) 1935. године. Војни рок је служио у Нишу и Београду, где је завршио курс за усавршавање војних лекара. На Медицинском факултету је дипломирао 1936. године.
Године 1937. отишао је као добровољац у Шпанију, где се борио у грађанском рату на страни републиканаца. У чину санитетског поручника вршио је дужност управника болнице у Понтонесу, код Албасетеа, а затим дужност батаљонског лекара Девете интернационалне бригаде, у време битке на реци Ебру, 1938. године. После пораза Шпанске републиканске армије и победе фашизма, са осталим борцима Интернационалних бригада, пребацио се у Француску. Септембра 1940. године после девет месеци проведених у логорима по Француској, вратио се у Југославију, где је упућен на присилни боравак у родном селу.

### Народноослободилачка борба
Одмах после напада сила Осовине на Краљевину Југославију, по налогу Партије, отишао је из Загреба у Сарајево, са тадашњом проценом ситуације да ће у Босни Југословенска војска дати одлучан отпор непријатељу. Међутим, дошла је брза капитулација, и Гојко се вратио на Кордун, у родно село, где се одмах укључио у рад партијских организација на припремама за оружану борбу. Организовао је прославу 1. маја и одржавао низ састанака са комунистима и људима у више села, објашњавајући им новонасталу ситуацију и неминовност оружане борбе. По задатку Партије, отишао је у Београд, где је ступио у везу са партијском организацијом, и са Благојем Нешковићем створио партијску ћелију, која је била задужена да скупља санитетски и други материјал. Његов задатак је био да с осталим комунистима врши припреме међу лекарима за преузимање санитетске службе у Београду.
По налогу Партије, отишао је за лекара у Краљевачки партизански одред, 19. августа 1941. године. У другој половини новембра 1941. године прешао је у ослобођено Ужице, где cе примио дужности референта санитета Врховног штаба НОП одреда Југославије. Од тада до краја рата налазио се на овој дужности, са задатком да организује и усавршава санитетску службу у Народноослободилачкој војсци и партизанским одредима Југославије. Са Првом пролетерском ударном бригадом, јануара 1942. године, Гојко је учествовао у тзв. „Игманском маршу“ са Романије, преко Сарајевског поља и планине Игман, где се посебно истакао у спасавању великог броја промрзлих бораца. Фебруара 1942. године, Гојко је у југоисточном делу Босне организовао систем партизанских болница у Фочи, Горажду и Чајничу.
Од јануара до августа 1942. године организовао је транспорт више стотина рањеника у великом маршу пролетерских бригада из Црне Горе у Босанску Крајину. Одмах после доласка у Босанску Крајину, Гојко је организовао изградњу болнице у околини Босанског Петровца и Дрвара, а већ крајем септембра исте године је руководио Првим конгресом партизанских лекара у Босанском Петровцу, где је изнео реферат „Организација санитетске службе у условима партизанског ратовања“. Реферат је касније објављен у „Билтену Врховног штаба НОВ и ПОЈ“ и био је основа за израду статута санитетске службе у Народноослободилачкој војсци Југославије.
У време битке на Неретви, Гојко Николиш је руководио покретом 4.500 рањеника и болесника из Босанске Крајине у правцу Неретве и Црне Горе. Његова је заслуга што је успео да, у најтежем тренутку битке на Неретви, када су рањеници били изложени нападима јаких немачких, италијанских и четничких снага у прозорској котлини, одржи ред и организује њихово спасавање. По доласку у Главатичево, чинио је велике напоре у збрињавању бораца Седме банијске ударне дивизије, оболеле од тифуса, када је и сам оболео од пегавца и запаљења плућа. После лежања од свега неколико дана, у железничком тунелу код реке Дрине, мада још болестан и исцрпљен, присуствовао је састанку Врховног штаба НОВ и ПОЈ, на коме су донете мере за спасавање рањеника и болесника, и очување здравих бораца.
После оздрављења, Гојко покреће „Билтен“, орган санитетског одсека Врховног штаба. После битке на Сутјесци, формирао је санитетску школу у Јајцу, у којој је санитетски курс завршило више од 200 партизанских болничара. После десанта на Дрвар и преласка Врховног штаба на Вис, организовао је санитетску службу на острву. Управо захваљујући њему, санитетска служба је била у стању да изврши највеће задатке у борбама за ослобођење земље, а посебно у ослобођењу Београда и на Сремском фронту. Посебно је допринео у организацији партизанских болница у јужној Италији. Током Народноослободилачке борбе погинули су, као присталице Народноослободилачког покрета (НОП), Гојкова супруга Иванка, која је убијена 1942. године у загребачкој полицији и брат Душан, који је убијен у београдској полицији.
Гојко Николиш је био већник Првог и Другог заседања Антифашистичке скупштине народног ослобођења Југославије (АВНОЈ) и већник Првог, Другог и Трећег заседања Земаљског антифашистичког вијећа народног ослобођења Хрватске (ЗАВНОХ).

### Послератни период
После ослобођења Југославије, био је народни посланик у Уставотворном сабору Народне Републике Хрватске и посланик Народне скупштине ФНРЈ; члан Централног комитета КП Хрватске и члан Опуномоћства ЦК СКЈ за организацију у ЈНА; начелник Санитетске службе ЈНА и амбасадор у Индији.
Био је члан Комитета за народно здравље Владе и члан Савета за народно здравље ФНРЈ; председник Научног друштва за историју здравствене културе Југославије, члан Савета Београдског универзитета и Српске академије наука и уметности (САНУ) и почасни председник Међународног комитета војне медицине и фармације. Имао је чин генерал-пуковника ЈНА а активна војна служба му је престала 1971. године. Након пензионисања преведен је у резерву.
Крајем осамдесетих и почетком деведесетих година, Гојко Николиш се сукобио са политиком тадашњег председника Председништва СР Србије Слободана Милошевића, што је изазвало низ негативних последица по њега. У београдском листу Политика, 18. јануара 1987. године, објављена је хумореска под насловом „Војко и Савле“, у којој се препознају академици Гојко Николиш и Павле Савић. Овај текст је изазвао буру у тадашњој српској и југословенској јавности, али и политичке потресе у партијском и државном врху земље. На скупу Удружења Срба пореклом из Хрватске који живе у Београду, одржаном 28. јуна 1990. године у Сава центру, Гојко је током свог говора извиждан, јер је својим земљацима саветовао да се уместо борбе за независну државу, боре за културну аутономију и да се у тој борби ослањају на демократске Хрвате.
Године 1992. заједно са својом другом супругом Марго, отишао је у Француску, где је и умро 11. јула 1995. године у Ле Ману.
Носилац је Партизанске споменице 1941. године и других југословенских одликовања, међу којима су — Орден ратне заставе, Орден партизанске звезде са златним венцем, два Ордена заслуга за народ са златном звездом, Орден братства и јединства са златним венцем, Орден за војне заслуге са великом звездом и Орден за храброст. Орденом народног хероја одликован је 20. децембра 1951. године.

## Дела
Неке од књига које је написао Гојко Николиш:
- „Развој санитетске службе у нашој армији“, Београд 1947. година
- „Сава Мркаљ — повијест о једном страдалнику“, „Просвјета“, Загреб 1980. година
- „Коријен, стабло, паветина“, „Либер“ Загреб, „Просвета“, Београд 1981. година
- „Записи под притиском“, Београд 1988. година